# Joan O'Neille i Rossinyol
Joan O'Neille i Rossinyol (Palma de Mallorca, 1828-1907) fue un pintor fundamentalmente paisajista de trazos románticos, es considerado como pilar fundamental de la escuela impresionista mallorquina. 
Obtuvo en 1885 el título de officier de la Academia por el Gobierno francés. En 1892 obtuvo la Medalla de Oro en la Exposició d´Industries Artístiques de Barcelona. Ocupó varios cargos, a partir de 1858 fue secretario general de La Academia Provincial de Bellas Artes, en 1862 fue elegido presidente de Bellas Artes del Ateneo Balear. En 1886 le nombraron Vicepresidente de la Comisión Provincial de Monumentos de Baleares. En el mismo año se convirtió en secretario de la Academia de Bellas Artes de San Fernando (Madrid) y Caballero de la Orden de Calatrava. A este devenir de cargos, se le asocia también una ajetreada andadura política, carlista reconocido, fue nombrado regidor del Ayuntamiento de Palma de Mallorca de Mallorca. Pero quizás, la más notable de su aficiones fue la literaria. Publicó un recopilatorio de poemas (Poesías), colaboró en artículos de revistas y prensa como Almanaque, Revista Balear, Museo Balear, La Almudaina y se animó a escribir obras de teatro, de las que se podría destacar La Gitana (Drama de tres actos). Pero sobre todo ello está su Tratado de paisaje, el primer manual que se publicó en España acerca del paisajismo, un tratado necesario según él ya que, decía: «considero útil la publicación de este tratado, sirviendo para demostrar las dificultades del género del paisaje, el modo de superarlas; sus bellezas, el método para alcanzarlas; sus géneros y su clasificación».

«No todas las personas que miran, ven. Las que ven son las que observan y meditan» (Joan O´Neille)

## Obra
No se pueden datar los inicios de O´Neille, pero los expertos apuntan que sus primeras obras se produjeron alrededor de los veinte años, donde trataría principalmente el dibujo y la acuarela, pero su evolución fue total implicándose con la pintura al óleo. Con treinta y dos años publicaría su Tratado del paisaje, un tratado del cual llegó a dudar en algunas etapas de su faceta artística. A lo largo de su vida O´Neille tendría tres giros en su obra debido a su evolución, serían los siguientes:
- Naturalismo: A partir de los años sesenta, O´Neille da un giro hacia el naturalismo, debido a una clara influencia de la escuela francesa, ya que O´Neille es consciente de que esta escuela representa la observación como cambio radical de la escuela clasicistas del momento.

- Realismo: Por dos motivos el primero fundamentalmente a que sus salidas eran frecuentes, ya no solo se quedaba en su estudio aunque muchas de sus obras las seguía terminando en él, y segundo la presencia de Carlos de Haes en la isla

- Romanticismo academicista: Es a partir de los años ochenta y hasta su muerte, tratándose de su corriente más conocida y valorada, donde desaparecen sus dudas y experiencias anteriores par dar paso a la de acadecismo, volviendo y reconciliándose con su "Tratado del Paisaje", paisajes silenciosos, serenos, místicos donde el autor se aleja del objetivismo para acercarse al sentimentalismo.

Joan O´Neille inauguró dentro del paisajismo mallorquín la línea naturalista siguiendo el modelo romántico principalmente sin figuras. Es curioso que Joan O´Neille terminaría su faceta artística tal como la empezó, con acuarelas debido a sus problemas de salud.
- Un día ventos (1860) - Óleo sobre cartón 16,5 X 24,5
- Roques de muntaya (1876) - Óleo sobre tela 31,5 X 61,5
- Pedregam de muntaya (1882) - Óleo sobre tela 35 X 48,5
- "Bosc d´en Serra" (1886) - Óleo sobre tela 74 X 146
- Paisatge (apro.1900) - Óleo sobre tela 13 X 24
- Badies de Pollença i Alcudia (1903) - Óleo sobre tela 82,5 X 45